# La Feria North
La Feria North è un census-designated place degli Stati Uniti d'America, situato nella contea di Cameron dello Stato del Texas. Fa parte dell'area metropolitana di Brownsville–Harlingen.

## Geografia fisica
La Feria North è situata a 26°10′47″N 97°49′31″W (26.179752, -97.825158).
Secondo lo United States Census Bureau, ha un'area totale di 1,2 miglia quadrate (3,1 km²), di cui 1,2 miglia quadrate (3,1 km²) di terreno e 0,1 miglia quadrate (0,26 km², 4.13%) d'acqua.

## Società

### Evoluzione demografica
Secondo il censimento del 2000, c'erano 168 persone, 47 nuclei familiari, e 39 famiglie residenti nella città. La densità di popolazione era di 144,0 persone per miglio quadrato (55,4/km²). C'erano 50 unità abitative a una densità media di 42,9 per miglio quadrato (16,5/km²). La composizione etnica della città era formata dal 70,83% di bianchi, lo 0,60% di afroamericani, il 2,98% di asiatici, il 23,81% di altre razze, e l'1.79% di due o più etnie. Ispanici o latinos di qualunque razza erano il 76,19% della popolazione.
C'erano 47 nuclei familiari di cui il 48,9% avevano figli di età inferiore ai 18 anni, il 63,8% erano coppie sposate conviventi, il 17,0% aveva un capofamiglia femmina senza marito, e il 14,9% erano non-famiglie. Il 10,6% di tutti i nuclei familiari erano individuali e il 4,3% aveva componenti con un'età di 65 anni o più che vivevano da soli. Il numero di componenti medio di un nucleo familiare era di 3,57 e quello di una famiglia era di 3,93.
La popolazione era composta dal 38,1% di persone sotto i 18 anni, il 12,5% di persone dai 18 ai 24 anni, il 17,3% di persone dai 25 ai 44 anni, il 22,6% di persone dai 45 ai 64 anni, e il 9,5% di persone di 65 anni o più. L'età media era di 24 anni. Per ogni 100 femmine c'erano 88,8 maschi. Per ogni 100 femmine dai 18 anni in giù, c'erano 92,6 maschi.
Il reddito medio di un nucleo familiare era di 61.250 dollari, e quello di una famiglia era di 62.604 dollari. I maschi avevano un reddito medio pro capite di 24.250 dollari contro i 11.875 dollari delle femmine. Il reddito medio pro capite era di 12.010 dollari. Circa il 37,2% delle famiglie e il 41,6% della popolazione erano sotto la soglia di povertà, incluso il 77,3% di persone sotto i 18 anni di età e nessuno di 65 anni o più.